# Locomotiva Thomas și prietenii săi - Sezonul 13
Locomotiva Thomas și prietenii săi este o serie de televiziune bazată pe Seria Căilor Ferate scrisă de Wilbert Awdry, în care ne este prezentată viața unui grup de locomotive și vehicule cu trăsături umane, ce trăiesc pe Insula Sodor.
Acest articol se referă la Sezonul 13. A fost produs în anul 2009 de HIT Entertainment, iar animația a fost produsă de Nitrogen Studios Canada. A fost difuzat în premieră in Marea Britanie în luna ianuarie.
Acest sezon este primul care să fie facut în totalitate în animație CGI, după episodul-film Eroul Căilor Ferate.

## Difuzare în România
Difuzarea în România a acestui sezon a început pe data de 25 martie 2010 pe postul Minimax, România fiind una dintre primele țări care primește acest sezon, înaintea difuzării acestuia în SUA și Japonia, cele mai importante țări de distribuție a brandului.

## Sezonul 13
| #   | #  | Titlu Original              | Titlu Română                     |
| --- | -- | --------------------------- | -------------------------------- |
| 309 | 1  | Creaky Cranky               | Cranky Scârțâie                  |
| 310 | 2  | The Lion of Sodor           | Leul din Sodor                   |
| 311 | 3  | Tickled Pink                | Roz Bombon                       |
| 312 | 4  | Double Trouble              | Probleme la Dublu                |
| 313 | 5  | Slippy Sodor                | Alunecosul Sodor                 |
| 314 | 6  | The Early Bird              | Cine se Trezește de Minineață... |
| 315 | 7  | Play Time!                  | Timpul Pentru Joacă              |
| 316 | 8  | Thomas and the Pigs         | Thomas și Purcelușii             |
| 317 | 9  | Time for a Story            | E Timpul Pentru O Poveste        |
| 318 | 10 | Percy's Parcel              | Coletul lui Percy                |
| 319 | 11 | Toby's New Whistle          | Noul Fluier al lui Toby          |
| 320 | 12 | A Blooming Mess             | O Mizerie de Nedescris           |
| 321 | 13 | Thomas and the Runaway Kite | Thomas și Zmeul Fugar            |
| 322 | 14 | Steamy Sodor                | Aglomeratul Sodor                |
| 323 | 15 | Splish, Splash, Splosh!     | Plosc, Plosc!                    |
| 324 | 16 | The Biggest Present of All  | Cel Mai Frumos Cadou Posibil     |
| 325 | 17 | Snow Tracks                 | Șine Înzăpezite                  |
| 326 | 18 | Henry's Good Deeds          | Faptele Bune ale lui Henry       |
| 327 | 19 | Buzzy Bees                  | Albinele Bâzâitoare              |
| 328 | 20 | Hiro Helps Out              | Hiro Vrea să Ajute               |